# Ippolito Desideri
Ippolito Desideri (Pistoia, 21 dicembre 1684 – Roma, 14 aprile 1733) è stato un gesuita e missionario italiano in Tibet, e il primo europeo esperto della cultura e lingua tibetana.
Nel 1623 la prima missione cattolica in Tibet era stata fondata dal gesuita portoghese P. António de Andrade nella città di Tsaparang nel regno di Guge, Tibet Occidentale. Questo regno fu rovesciato dal vicino Re di Ladakh nel 1630, ed anche la piccola ma vigorosa missione guidata dai missionari portoghesi fu dispersa e la piccola chiesa di Tsaparang distrutta.

## Biografia
Ippolito Desideri era uno studente eccezionale al Collegio Romano e confermò la sua vocazione per le missioni delle Indie dopo un pellegrinaggio a Loreto. Il Generale della Compagnia di Gesù, Michelangelo Tamburini, lo scelse il 15 agosto 1712 per aprire una missione in Tibet, un impegno benedetto da papa Clemente XI presso cui Desideri ebbe udienza prima di partire.
Desideri aveva 29 anni ed era stato ordinato sacerdote non molto prima della sua partenza da Roma nell'ottobre 1712.
La famiglia Desideri a cui appartenne il padre missionario fu iscritta alla Nobiltà di Pistoia nel 1792. Il relativo stemma però risale al settembre del 1560 quando Francesco di Bernardino fu eletto fra gli otto priori della città. Il blasone è scolpito sui basamenti delle paraste dell'altare di famiglia nella chiesa di San Francesco a Pistoia.

### Viaggio al Tibet
Dopo un lungo e pericoloso viaggio da Genova a Lisbona, da Lisbona salpò per Goa (India). Proseguì via terra alla volta di Delhi via Lahore e Srinagar dove arrivò nel novembre 1714 e si ammalò gravemente, soggiornandovi sei mesi. Da Srinagar camminò (con il suo compagno di viaggio e Superiore, il padre portoghese Manoel Freyre) fino a Leh, capitale di Ladakh, giungendovi alla fine di giugno del 1715.
Il re e la corte li accolsero bene, secondo Desideri, che volle fermarsi e rifondare la missione gesuita. Però egli dovette obbedire a Freyre, suo Superiore, e proseguire un viaggio difficilissimo di sette mesi (anche in inverno) attraverso l'altopiano del Tibet. I missionari mal preparati sopravvissero solo grazie all'aiuto di Casal, governatrice mongola del Tibet occidentale e capo della carovana con cui viaggiavano. Raggiunsero Lhasa il 17 di marzo 1716, e qualche settimana dopo Freyre ritornò in India, lasciando solo Desideri.

### L'insediamento a Lhasa
Desideri fu ricevuto in udienza dal re mongolo del Tibet, Lajang (Lha bzang) Khan il quale ebbe di lui una buona impressione e gli concesse il permesso di noleggiare una casa nella città e professare la sua religione. Tuttavia, Lajang Khan gli consigliò di trascorrere prima un periodo di tempo in un monastero tibetano per studiare la lingua e la religione tibetane (cioè il buddhismo), invito che Desideri accolse prontamente. Infatti studiò alla prestigiosa università-convento buddhista Sera, della setta reggente Gelukpa. Egli imparò rapidamente l'idioma, e nel periodo 1718-1721 scrisse in lingua tibetana cinque libri, nei quali esponeva i dogmi del Cristianesimo e anche confutava i concetti buddhisti della metempsicosi e della vacuità (stong pa nyid), usando il modo di argomentazione scolastico del buddhismo tibetano, e accettando però nel contempo gran parte del buddhismo, soprattutto la sua filosofia morale. Insomma, era un compimento intellettuale stupendo, e il primo tentativo di dialogo tra le due religioni.

## Il conflitto con i Cappuccini
Ma i Cappuccini avevano protestato poiché la missione in Tibet era stata loro affidata da Propaganda Fide nel 1703 . Fu così che nel 1719 Michelangelo Tamburini, Superiore Generale della Compagnia di Gesù, ordinò a Desideri di tornare in India. Il missionario protestò perché non voleva lasciare le persone che avevano riposto fiducia in lui. Una decisione della Santa Sede fece chiarezza e Desideri, deluso ma obbediente, si ritirò ad Agra (India) nel 1721.

## Tibetologia a Roma
Dopo pochi anni trascorsi a Delhi e Pondicherry, Desideri fu mandato a Roma nel 1727 per promuovere la causa di beatificazione di Giovanni de Britto. Egli portò con sé anche tutti gli appunti che aveva scritto in Tibet, sulle genti di diverse etnie, culture e religioni. Fino alla fine della sua vita (1733) si dedicò alla pubblicazione del suo Notizie Istoriche del Tibet. Occupandosi di tutti gli aspetti della vita: la geografia ed il clima del paese, la gente, tribù per tribù, l'amministrazione della giustizia, il cibo, le abitudini, ecc. Benché i suoi lavori non siano perfetti, egli ha descritto tutto con grande obiettività e rispetto. Grazie a lui l'Europa ha scoperto la terra dei Lama. Desideri è considerato il primo Tibetologo; nel 1916 lo svedese Sven Hedin gli rese omaggio: 
((Southern Tibet, Stockholm, 1917, p. 278))

## Opere
- Opere Tibetane di Ippolito Desideri S. J. (4 vol.), a cura di Giuseppe Toscano S.X, Roma, ISMEO, 1981, 1982, 1984, 1989.
- Lettere, "Notizie Istoriche del Tibet e Memorie de' Viaggi e Missione ivi Fatta"[La Relazione], ed altre scritture in italiano: PETECH, L., I Missionari italiani nel Tibet e nel Nepal, vol. 4-7, Roma, 1954-57.